# Немецкое научно-исследовательское общество

Логотип Немецкого научно-исследовательского общества

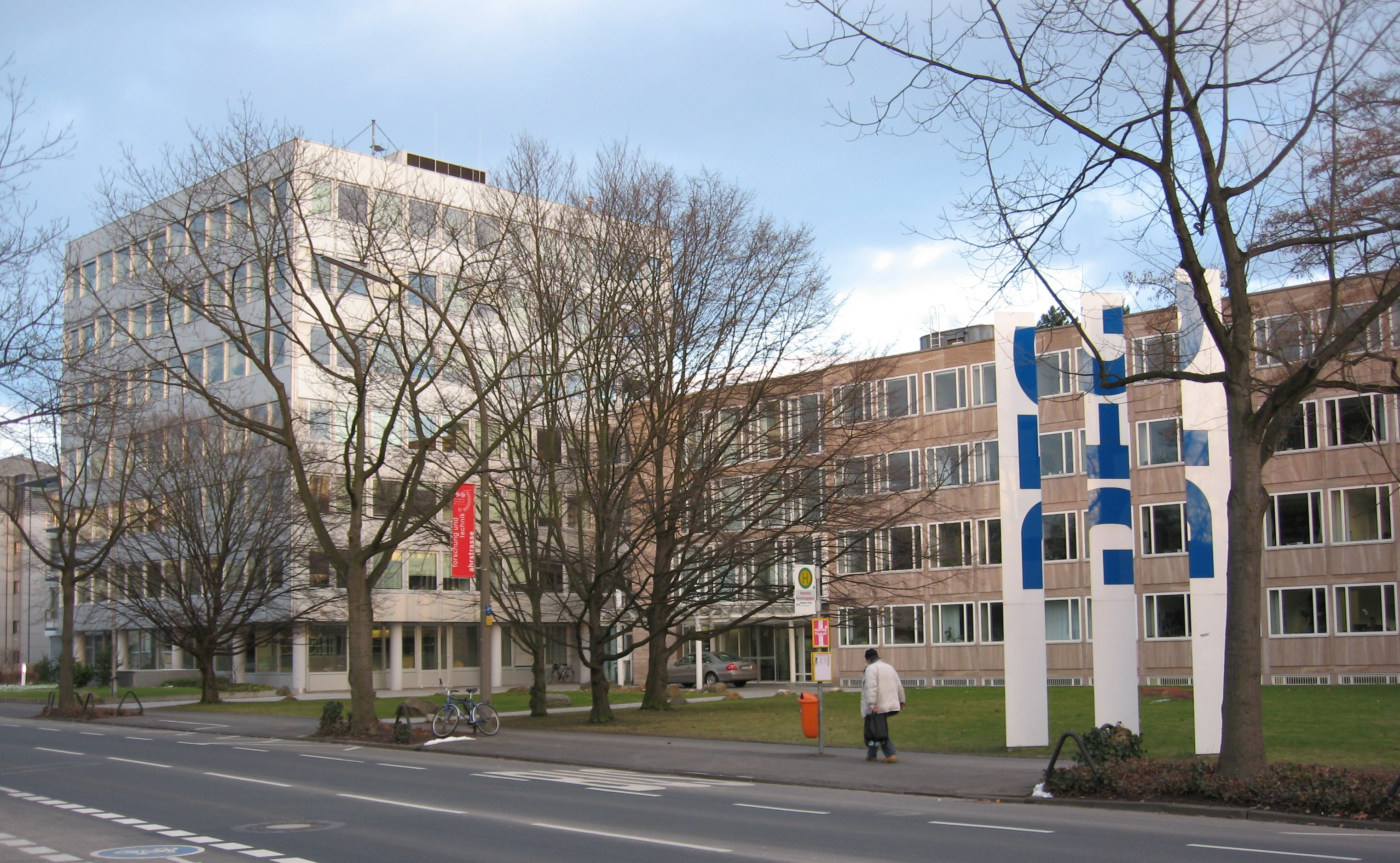
Здание ННИО в Бад-Годесберге

Немецкое научно-исследовательское общество (нем.  Deutsche Forschungsgemeinschaft, сокр. DFG, иногда ННИО) — центральный орган содействия научным исследованиям в Германии, существующее уже более 90 лет. Предшественником современного DFG было Общество помощи немецкой науке, основанное в 1920 году. Штаб-квартира общества находится в Бонне, район Бад-Годесберг.
Немецкое научно-исследовательское общество является центральной, действующей на принципах самоуправления, организацией германской науки, главной задачей которого является финансирование научных исследований при университетах и государственных научно-исследовательских институтах Германии. Отбор лучших проектов осуществляется на конкурсной основе.
Немецкое научно-исследовательское общество поддерживает:
- международное сотрудничество в проектах;
- международную мобильность учёных;
- интернационализацию вузов в Германии.

DFG имеет представительства в КНР (Пекин), США (Вашингтон), России (Москва), Индии (Дели).

## Награды, присуждаемые DFG
- Премия имени Лейбница
- Heinz-Maier-Leibnitz-Preis[нем.]
- Communicator-Preis[нем.]
- Albert Maucher-Preis[нем.]
- Bernd Rendel-Preis[нем.]
- Eugen-und-Ilse-Seibold-Preis[нем.]
- Von Kaven-Preis[нем.]
- Copernicus-Preis[нем.]
- Gerhard-Hess-Preis[нем.]

## Президенты DFG
- 1929—1934: Friedrich Schmidt-Ott[нем.]
- 1934—1936: Йоханнес Штарк
- 1936—1945: Rudolf Mentzel[нем.]
- 1952—1955: Ludwig Raiser[нем.]
- 1955—1964: Gerhard Hess[нем.]
- 1964—1973: Julius Speer[нем.]
- 1973—1979: Heinz Maier-Leibnitz[нем.]
- 1980—1985: Ойген Зайбольд
- 1986—1991: Губерт Маркл
- 1992—1997: Wolfgang Frühwald[нем.]
- 1998—2006: Ernst-Ludwig Winnacker[нем.]
- 2007—2012: Matthias Kleiner[нем.]
- с 2013: Peter Strohschneider[нем.]